# Veronica erinoides
Veronica erinoides är en grobladsväxtart som beskrevs av Pierre Edmond Boissier och Spruner. Veronica erinoides ingår i släktet veronikor, och familjen grobladsväxter. Inga underarter finns listade i Catalogue of Life.